# Campionato europeo dei piccoli stati maschile di pallavolo 2013
Il campionato europeo dei piccoli stati maschile di pallavolo 2013 si è svolto dal 6 all'8 giugno 2013 a Limassol, a Cipro: al torneo hanno partecipato cinque squadre nazionali europee di stati con meno di un milione di abitanti e la vittoria finale è andata per la settima volta consecutiva a Cipro.

## Qualificazioni
Al torneo hanno partecipato: la nazionale del paese ospitante e tre nazionali provenienti dai gironi di qualificazione.

## Impianti
|                                                                                        |  |
|                                                                                        |  |
| Spyros Kyprianou Athletic Center Città: Limassol Capienza: 6 255 Anno d'apertura: 2005 |  |

## Regolamento
Le squadre hanno disputato un'unica fase con formula del girone all'italiana.

## Squadre partecipanti
| Squadra     | Qualificazione                            | Ultima partecipazione |
| ----------- | ----------------------------------------- | --------------------- |
| Cipro       | Paese organizzatore                       | Andorra 2011          |
| Lussemburgo | 1ª al torneo di qualificazione (girone B) | Andorra 2011          |
| San Marino  | 2ª al torneo di qualificazione (girone A) | Andorra 2002          |
| Scozia      | 2ª al torneo di qualificazione (girone B) | Andorra 2011          |

## Torneo

### Risultati
| 6 giugno 2013 Spyros Kyprianou Athletic Center, Limassol Durata: 1h:11 - Spettatori: 50  | Scozia      | 3 - 0 | Lussemburgo | 25-18, 25-18, 25-21        |
| 6 giugno 2013 Spyros Kyprianou Athletic Center, Limassol Durata: 1h:28 - Spettatori: 150 | San Marino  | 1 - 3 | Cipro       | 25-23, 10-25, 10-25, 12-25 |
| 7 giugno 2013 Spyros Kyprianou Athletic Center, Limassol Durata: 1h:06 - Spettatori: 50  | Lussemburgo | 3 - 0 | San Marino  | 25-12, 25-17, 25-16        |
| 7 giugno 2013 Spyros Kyprianou Athletic Center, Limassol Durata: 1h:26 - Spettatori: 300 | Cipro       | 3 - 0 | Scozia      | 28-26, 25-22, 25-19        |
| 8 giugno 2013 Spyros Kyprianou Athletic Center, Limassol Durata: 1h:17 - Spettatori: 50  | San Marino  | 0 - 3 | Scozia      | 17-25, 22-25, 22-25        |
| 8 giugno 2013 Spyros Kyprianou Athletic Center, Limassol Durata: 1h:15 - Spettatori: 200 | Lussemburgo | 0 - 3 | Cipro       | 18-25, 17-25, 23-25        |

### Classifica
| Pos | Squadra     | Pt | G | V | P | SV | SP | Ratio | PF  | PS  | Ratio |
| --- | ----------- | -- | - | - | - | -- | -- | ----- | --- | --- | ----- |
| 1   | Cipro       | 9  | 3 | 3 | 0 | 9  | 1  | 9.000 | 251 | 182 | 1.379 |
| 2   | Scozia      | 6  | 3 | 2 | 1 | 6  | 3  | 2.000 | 217 | 196 | 1.107 |
| 3   | Lussemburgo | 3  | 3 | 1 | 2 | 3  | 6  | 0.500 | 190 | 195 | 0.974 |
| 4   | San Marino  | 0  | 3 | 0 | 3 | 1  | 9  | 0.111 | 163 | 248 | 0.657 |

## Podio

### Campione
Formazione: 2 James Anastassiades, 4 Savvas Savva, 5 Nikos Kola, 6 Konstantinos Pafitis, 7 Gabriel Georgiou, 10 Ioannis Kontos, 11 Achilleas Petrakidis, 12 Aggelos Alexiou, 13 Anthimos Economides, 14 Georgios Chrysostomou, 15 Marinos Papachristodoulou, 17 Nikolas Charalampidīs, CT: Konstantinos Delikostas

### Secondo posto
Formazione: 1 Gavin Watt, 2 Paul Glissov, 3 Barry McGuigan, 4 Jamie McHardy, 5 Callum Green, 6 Alistair Galloway, 7 Stewart Caldwell, 8 Robin Miedzybrodzki, 9 Colin Giles, 10 Ruari Isted, 11 Seain Cook, 12 Mark McGivern, CT: Simon Loftus

### Terzo posto
Formazione: 1 Dominik Husi, 3 Andy König, 4 Kamil Rychlicki, 5 Arnaud Maroldt, 6 Gilles Braas, 7 Jan Lux, 8 Ralf Lentz, 10 Juan Pablo Stutz, 11 Tim Laevaert, 14 Chriss Zuidberg, 15 Frantizek Vosahlo, 17 Max Funk, CT: Burkhard Disch

## Classifica finale
| Pos | Squadra     |
| --- | ----------- |
|     | Cipro       |
|     | Scozia      |
|     | Lussemburgo |
| 4   | San Marino  |